# Halve marathon van Egmond 1989
De halve marathon van Egmond 1989 vond plaats op zondag 10 januari 1989. Het was de zeventiende editie van deze marathon. Dit jaar had het evenement geen hoofdsponsor, maar kreeg toch een donatie van voormalig sponsor Nationale Nederlanden, zodat het evenement doorgang kon vinden. In totaal schreven 7000 atleten zich in voor de wedstrijd, een aantal dat 750 minder was dan het recordjaar ervoor. 
De Deen Henrik Jørgensen, die deze wedstrijd eerder in 1986 had gewonnen, snelde bij de mannen naar zijn tweede overwinning in 1:05.28. Het jaar ervoor had hij genoegen moeten nemen met een tweede plaats achter Marti ten Kate. De overwinning bij de vrouwen ging naar de eveneens Deense Dorthe Rasmussen, die na 1:14.45 weer terug was in Egmond aan Zee. 

## Uitslagen

### Mannen
| Positie | Atleet           | Land       | Tijd    |
| ------- | ---------------- | ---------- | ------- |
| 1       | Henrik Jørgensen | Denemarken | 1:05.28 |
| 2       | Kim Reynierse    | Nederland  | 1:06.26 |
| 3       | Aart Stigter     | Nederland  | 1:06.34 |
| 4       | Eddy Hellebuyck  | België     | 1:06.55 |
| 5       | John Vermeule    | Nederland  | 1:07.09 |
| 6       | Alex Hagelsteens | België     | 1:07.12 |
| 7       | Michel de Maat   | Nederland  | 1:07.23 |
| 8       | Geert Deruddere  | België     | 1:07.31 |
| 9       | Koskei           | Kenia      | 1:08.01 |
| 10      | Spruyt           | België     | 1:08.16 |

### Vrouwen
| Positie | Atlete                | Land       | Tijd    |
| ------- | --------------------- | ---------- | ------- |
| 1       | Dorthe Rasmussen      | Denemarken | 1:14.45 |
| 2       | Barbara Kamp          | Nederland  | 1:18.18 |
| 3       | Jolanda Homminga      | Nederland  | 1:19.35 |
| 4       | Joke Kleijweg         | Nederland  | 1:23.30 |
| 5       | Marianne van de Linde | Nederland  | 1:23.53 |
| 6       | Wilma Rusman          | Nederland  | 1:24.30 |

1973 ·
1974 ·
1975 ·
1976 ·
1977 ·
1978 ·
1979 ·
1980 ·
1981 ·
1982 ·
1983 ·
1984 ·
1985 ·
1986 ·
1987 ·
1988 ·
1989 ·
1990 ·
1991 ·
1992 ·
1993 ·
1994 ·
1995 ·
1996 ·
1997 ·
1998 ·
1999 ·
2000 ·
2001 ·
2002 ·
2003 ·
2004 ·
2005 ·
2006 ·
2007 ·
2008 ·
2009 ·
2010 ·
2011 ·
2012 ·
2013 ·
2014 ·
2015 ·
2016 ·
2017 ·
2018 ·
2019 ·
2020 ·
2021 ·
2022 ·
2023 ·
2024 ·
2025